# 池ノ上みそぎ祭

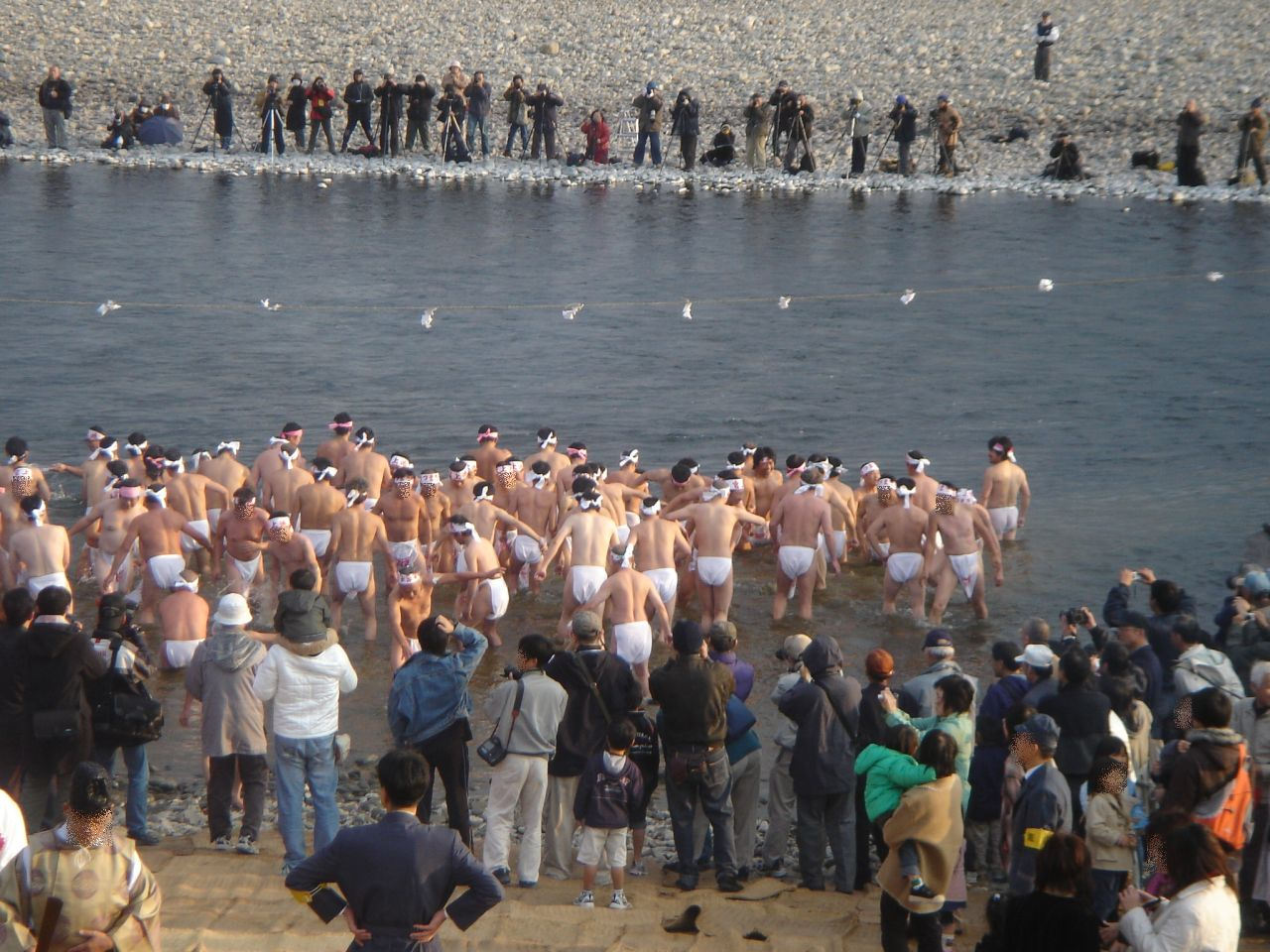
2007年撮影

池ノ上みそぎ祭（いけのうえみそぎまつり）は、岐阜県岐阜市池ノ上町の葛懸神社（かつらがけじんじゃ）で毎年12月第2土曜日に開催される神事である。「神迎え」のための行事であり、かつては旧暦10月（神無月）の最後の日に行われていた。
「みそぎ祭」と書かれた越中褌を着けた男性が祭元より出発。もみ合いながら長良川に向かい忠節橋下流約500mの右岸から厄の男性を中心に長良川入り、身を清め無病息災を願う祭り。午後3時に1度行う。当日の一般参加も認められているが、先着100名程度である。希望者にはふんどしと鉢巻が無料で提供される。

## 歴史
- 1424年（応永31年） - 全国各地で神事としての「みそぎ」が行われていた。
- 1534年（天文3年） - 社前の大池で「みそぎ」を行っていたと伝えられている。旧暦の10月最終日に第1回を午後7時、第2回を12時に、第3回を11月最終日の午前3時に行っていた。
- 1872年（明治5年） - 文明開化の波に圧され、いったん中止される。
- 1941年（昭和16年） - 12月10日開催に変更。第1回目を午後3時、第2回目を午後7時、第3回目を午前0時に行う。
- 1953年（昭和28年） - 公民館が祭元となる。
- 1955年（昭和30年） - 運営が青年団から自治会主体の祭典委員会に移り一般参加も認められるようになる。
- 1968年（昭和43年）- 第3回目を午後10時に変更。
- 1996年（平成8年）- 12月第2土曜日開催に変更。

## 祭りの流れ
- 午後1時30分 - みそぎ始祭
- 午後3時 - 一般みそぎ
- 午後9時 - 厄みそぎ
- 午前0時 - 神迎祭

## アクセス
- 岐阜バス JR岐阜駅または名鉄岐阜駅から。
  - 岐阜大学・大学病院方面、柿ヶ瀬・御望野方面、忠節橋経由さぎ山方面は「忠節橋」で下車、徒歩10分。
  - 東改田行きは「忠節橋」の次の「島新町」で下車、徒歩5分。
  - 南柿ヶ瀬・リバーサイドモール・モレラ岐阜・西郷行きは「忠節橋」から3つ後の「池の上」で下車、徒歩3分。